# Resolució 104 del Consell de Seguretat de les Nacions Unides
La Resolució 104 del Consell de Seguretat de les Nacions Unides, aprovada per unanimitat el 20 de juny de 1954 després de rebre una comunicació del Govern de Guatemala al president del Consell de Seguretat, en la que el Consell fa una crida a l'acabament immediat de qualsevol acció que pugui causar vessament de sang i va demanar a tots els membres de les Nacions Unides perquè s'abstinguin, en l'esperit de la Carta, de donar suport a qualsevol acció d'aquesta mena.